# Dänikhorster Moor
Das Dänikhorster Moor ist ein ehemaliges Naturschutzgebiet in den niedersächsischen Gemeinden Bad Zwischenahn und Edewecht im Landkreis Ammerland.
Das Naturschutzgebiet mit dem Kennzeichen NSG WE 181 war 91 Hektar groß. Es war vollständig Bestandteil des FFH-Gebietes „Fintlandsmoor und Dänikhorster Moor“. Das Gebiet stand seit dem 24. Oktober 1987 unter Naturschutz. Im Juni 2017 ging es im neu ausgewiesenen Naturschutzgebiet „Fintlandsmoor und Dänikhorster Moor“ auf. Zuständige untere Naturschutzbehörde war der Landkreis Ammerland.
Das Gebiet liegt südwestlich von Bad Zwischenahn und nordwestlich von Edewecht. Es besteht aus zwei unkultiviert gebliebenen Hochmoorresten. Das Hochmoor liegt am Rande der Ammerländer Geest innerhalb der Hunte-Leda-Moorniederung. Der nördliche Teil entwässert über Gräben zur Ollenbäke, die bei Apen in die Große Süderbäke mündet. Diese wird in Apen zum Aper Tief. Der südliche Teil entwässert über Gräben zur Aue, die bei Barßel (inzwischen als Nordloher Tief) mit der Soeste zusammenfließt und das Barßeler Tief bildet. Der das Gebiet durchquerende Dänikhorster Moorkanal wurde 2010 teilweise verfüllt und mit Dämmen versehen, um die Entwässerung des Gebietes zu verringern.